# Рубеж Славы

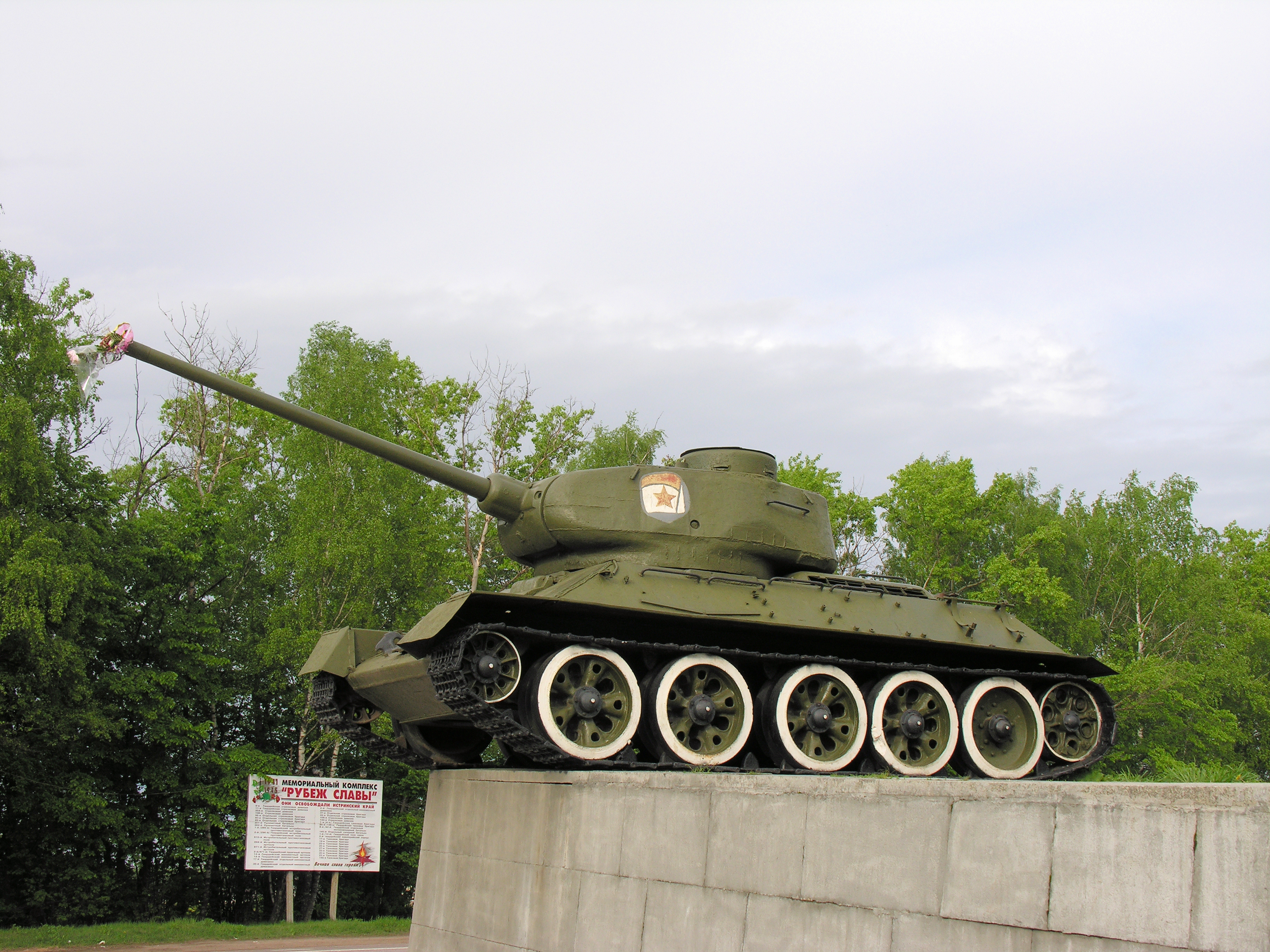
Советский средний танк Т-34-85 у Ленино-Снегирёвского военно-исторического музея

«Рубеж Славы» — комплекс мемориальных сооружений, которые расположены в местах наиболее ожесточённых сражений времён Битвы за Москву. Имеет протяжённость около 550 км; большая часть архитектурных достопримечательностей комплекса располагается на территории Калужской, Московской, Рязанской, Тверской и Тульской областей. Начал возводиться в 1966 году, к началу XXI века включал в себя более тысячи монументов, скульптур, памятных знаков, ансамблей и сооружений, большая часть из которых сгруппирована по основным направлениям боевых действий советских войск:
- Волоколамское,
- Дмитровское,
- Клинско-Солнечногорское,
- Малоярославецкое,
- Можайское,
- Наро-Фоминское,
- Серпуховское.

Содержание элементов мемориального комплекса «Рубеж Славы» находится в ведении правительства Москвы, областных и районных органов власти, федеральных властей, а также командования некоторых воинских учреждений.